# Hydropsyche hoenei
Hydropsyche hoenei är en nattsländeart som beskrevs av Schmid 1959. Hydropsyche hoenei ingår i släktet Hydropsyche och familjen ryssjenattsländor. Inga underarter finns listade i Catalogue of Life.